# Ciemnosmreczyńska Młaka

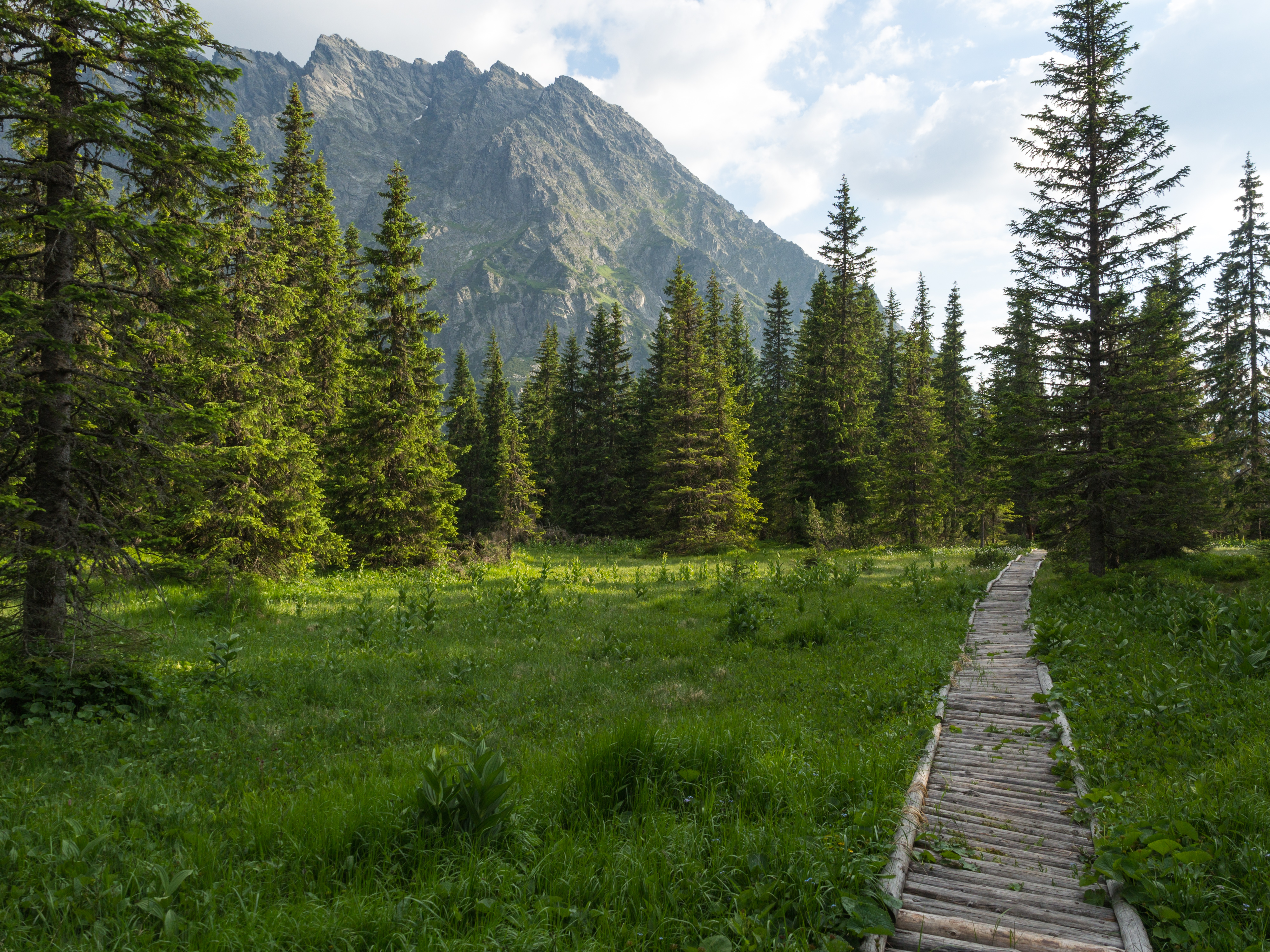
Ciemnosmreczyńska Młaka, w tle zachodnia część Grani Hrubego

Ciemnosmreczyńska Młaka – płaski i podmokły obszar powyżej Rozdroża w Ciemnych Smreczynach na dnie Doliny Koprowej w słowackich Tatrach Wysokich. Znajduje się po obu stronach Koprowej Wody, powyżej Ciemnych Smreczyn. Jest częściowo trawiasty, częściowo zarośnięty kosodrzewiną. Od wschodniej strony wznosi się nad nim Przybylińska Czuba.
Graniczną linią między Ciemnymi Smreczynami a Ciemnosmreczyńską Młaką prowadzi szlak turystyczny do Dolinki Kobylej. Przez Ciemnosmreczyńską Młakę prowadzi także szlak do Niżniego Ciemnosmreczyńskiego Stawu i Ciemnosmreczyńskiej Siklawy. Podmokłą łąkę przechodzi się po położonych bezpośrednio na trawie drewnianych kładkach.

## Szlaki turystyczne
– niebieski w dół Doliną Koprową przez Rozdroże pod Gronikiem do Podbańskiej. Czas przejścia: 3:15 h, ↑ 3:35 h
  – zielony na Zawory. Czas przejścia: 1:35 h, ↓ 1:15 h
  – czerwony  nad Niżni Staw Ciemnosmreczyński. Czas przejścia: 1:05 h, ↓ 50 min